# 近野衣里
近野 衣里（こんの えり、1985年12月13日 - ）は、埼玉県出身の女優。身長160cm、血液型O型。

## 出演

### ドラマ
- パーフェクト・リポート 第4話（2011年、フジテレビ）
- 蜜の味〜A Taste Of Honey〜  （2011年、フジテレビ）
- HUNTER〜その女たち、賞金稼ぎ〜 第6話 （2011年、関西テレビ） - 井上千恵 役
- ハンチョウ〜神南署安積班〜シリーズ4 第8話 （2011年、TBS）
- 俺の空 刑事篇 第4話（2011年、テレビ朝日）
- 嬢王 Virgin（2009年、テレビ東京）
- Mother （2010年、日本テレビ）
- 美咲ナンバーワン!! （2011年、日本テレビ）
- 四つ葉神社ウラ稼業 失恋保険〜告らせ屋〜第4話（2011年、読売テレビ）
- 赤川次郎原作 毒<ポイズン> 第5話（2012年、読売テレビ）
- 特命戦隊ゴーバスターズ 第42話 (2012年、テレビ朝日）- 女性